# Etheostoma zonifer
 Etheostoma zonifer és una espècie de peix de la família dels pèrcids i de l'ordre dels perciformes que es troba a Nord-amèrica: Alabama i Mississipi.
Els mascles poden assolir els 4,4 cm de longitud total.